# Người Perú
Người Perú (tiếng Tây Ban Nha: Peruanos) là công dân của Cộng hòa Perú hoặc con cháu của họ ở nước ngoài. Perú là một quốc gia đa sắc tộc được hình thành bởi sự kết hợp của các nhóm khác nhau trong năm thế kỷ, vì vậy người dân ở Perú thường coi quốc tịch của họ là quốc tịch chứ không phải là một sắc tộc. Người Anh điêng cư trú trên lãnh thổ Perú trong nhiều thiên niên kỷ trước Cuộc chinh phạt của Tây Ban Nha vào thế kỷ 16; theo nhà sử học David N. Cook, dân số của họ đã giảm từ ước tính 5 triệu-9 triệu vào những năm 1520 xuống còn khoảng 600.000 vào năm 1620 chủ yếu là do các bệnh truyền nhiễm. Người Tây Ban Nha và người châu Phi đã đến với số lượng lớn dưới sự thống trị của thực dân, trộn lẫn với nhau và với người dân bản địa. Trong thời kỳ Cộng hòa, đã có sự di cư dần dần của người châu Âu (đặc biệt là từ Tây Ban Nha và Ý, và trong một phạm vi ít hơn từ Pháp, Balkan, Bồ Đào Nha, Anh và Đức). Nhật Bản và Trung Quốc đã đến với số lượng lớn vào cuối thế kỷ XIX.
Với 31,2 triệu dân theo Điều tra dân số năm 2017, Perú là quốc gia đông dân thứ năm ở Nam Mỹ. Tốc độ tăng trưởng dân số của nó giảm từ 2,6% xuống 1,6% trong giai đoạn 1950 đến 2000; dân số dự kiến sẽ đạt khoảng 46 - 51 triệu vào năm 2050. Tính đến năm 2017, 79,3% sống ở thành thị và 20,7% ở nông thôn. Các thành phố lớn bao gồm Lima, nơi sinh sống của hơn 9,5 triệu người, Arequipa, Trujillo, Chiclayo, Piura, Iquitos, Huancayo, Cusco và Pucallpa, tất cả trong số đó báo cáo hơn 250.000 cư dân. Các cộng đồng người nước ngoài lớn nhất ở Perú là ở Hoa Kỳ (người Mỹ gốc Perú), Nam Mỹ (Argentina, Chile, Venezuela và Brazil), Châu Âu (Tây Ban Nha, Ý, Pháp và Vương quốc Anh), Nhật Bản, Úc và Canada.